# Durga

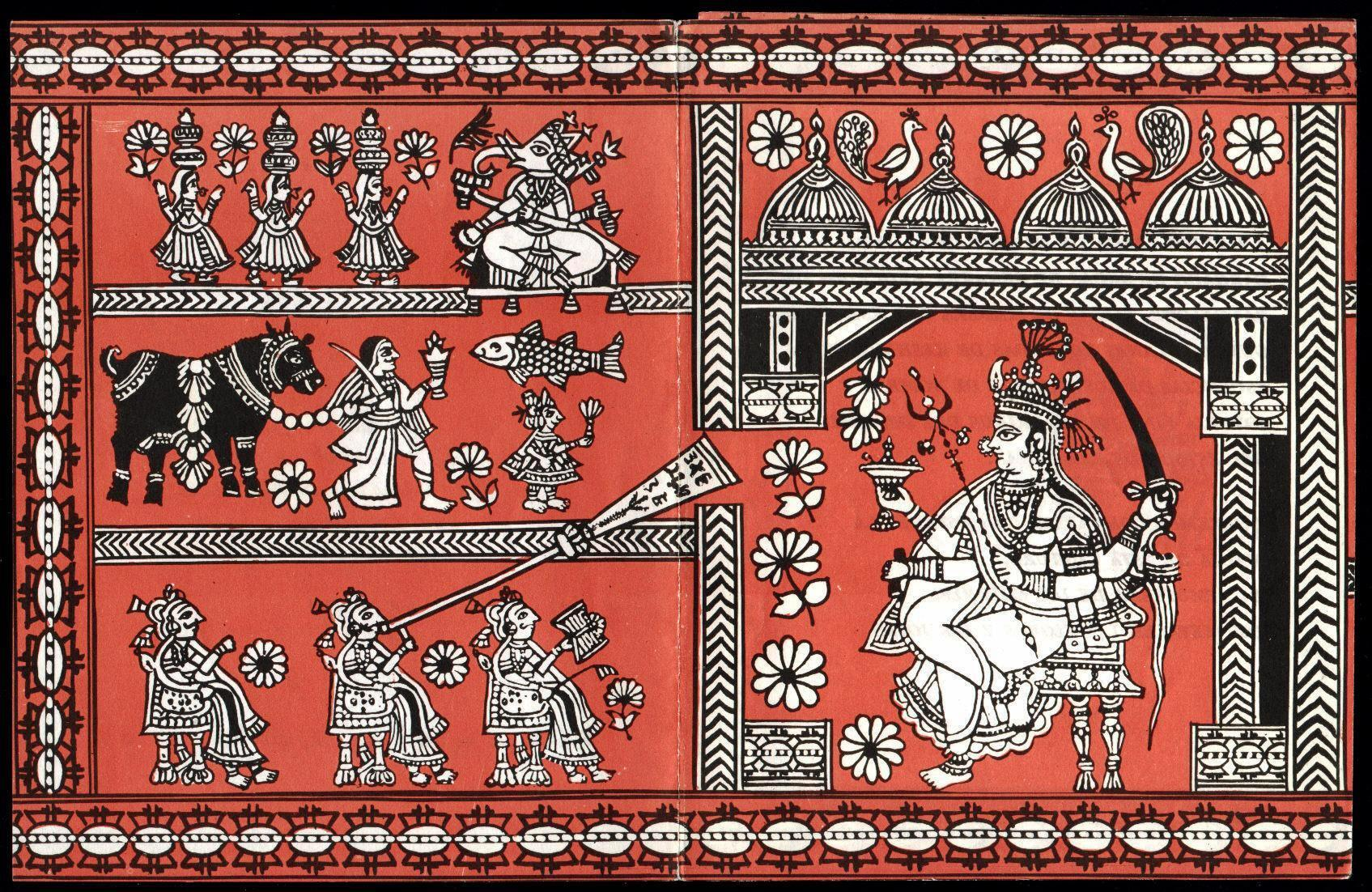
Diosa Durga, Arte de la India.

En el hinduismo, Durga (en sánscrito: दुर्गा, AITS: Durgā, en bengalí: দুর্গা, durga), que significa «la inaccesible» o «la invencible»; o Maa Durga (en bengalí: মা দুর্গা, mā durgā, que significa "Madre Durga") «una que puede sanar en situaciones de gran abatimiento»[cita requerida] es una importante diosa hindú, venerada como aspecto principal de la diosa madre Mahadevi. Se la asocia con la protección, la fuerza, la maternidad, la destrucción y las guerras.Es una forma de Devi, una deidad del hinduismo, descrita como la suprema diosa radiante, que se representa con numerosos brazos, portando armas y una flor de loto, que posee una sonrisa meditabunda, y practica mudras, o símbolos gestuales con las manos.[cita requerida] Durga suele ser asociada con el león como vájana en la literatura y la escultura. Su leyenda gira en torno a la lucha contra los males y las fuerzas demoníacas que amenazan la paz, la prosperidad y el dharma, y representa el poder del bien sobre el mal..Es muy venerada por los seguidores de la secta centrada en la diosa del shaktismo, y tiene importancia en otras denominaciones como el shaivismo y el vaishnavismo.
Los textos más importantes del shaktismo, Devi Mahatmya y Devi Bhagavata Purana, veneran a Devi (la diosa) como la creadora primordial del universo y el Brahman (verdad y realidad últimas).Es una de las cinco deidades equivalentes en la puja Panchayatana de la tradición smarta del hinduismo.
Durga tiene muchos seguidores en la India, Bangladés, Nepal y muchos otros países. Se la venera sobre todo después de las cosechas de primavera y otoño, especialmente durante los festivales de Durga Puja, Durga Ashtami, Vijayadashami, Deepavali y Navaratri.

## Etimología del nombre
En sánscrito el nombre se compone de dus- = "sin dificultad" y similar (comparar con el término griego δυσ- (dys-)) y gā ("venir", "ir")), con el sandhi común de la -s antes de una consonante vocalizada.

### Otros nombres de Durga
Los más conocidos son:
- Parvati, la hija de las montañas o hija del monte Pārvata.[19]
- Mahagauri
- Gauri
- Bhagavati, en el Markandeia-purana.[20]

## Atributos e iconografía
Durga es una diosa guerrera y se la representa mostrando sus habilidades marciales. Su iconografía suele reflejar estos atributos: monta un león o un tigrey tiene entre ocho y dieciocho manos, cada una de las cuales sostiene un arma para destruir y crear.A menudo se la muestra en plena guerra con Mahishasura, el demonio búfalo, en el momento en que mata victoriosamente a esta fuerza demoníaca. Su icono la muestra en acción, pero con un rostro tranquilo y sereno. En las artes hindúes, este atributo tranquilo del rostro de Durga se deriva tradicionalmente de la creencia de que es protectora y violenta no por odio, egoísmo o por placer de la violencia, sino porque actúa por necesidad, por amor al bien, por la liberación de quienes dependen de ella y como marca del inicio del viaje del alma hacia la libertad creadora.

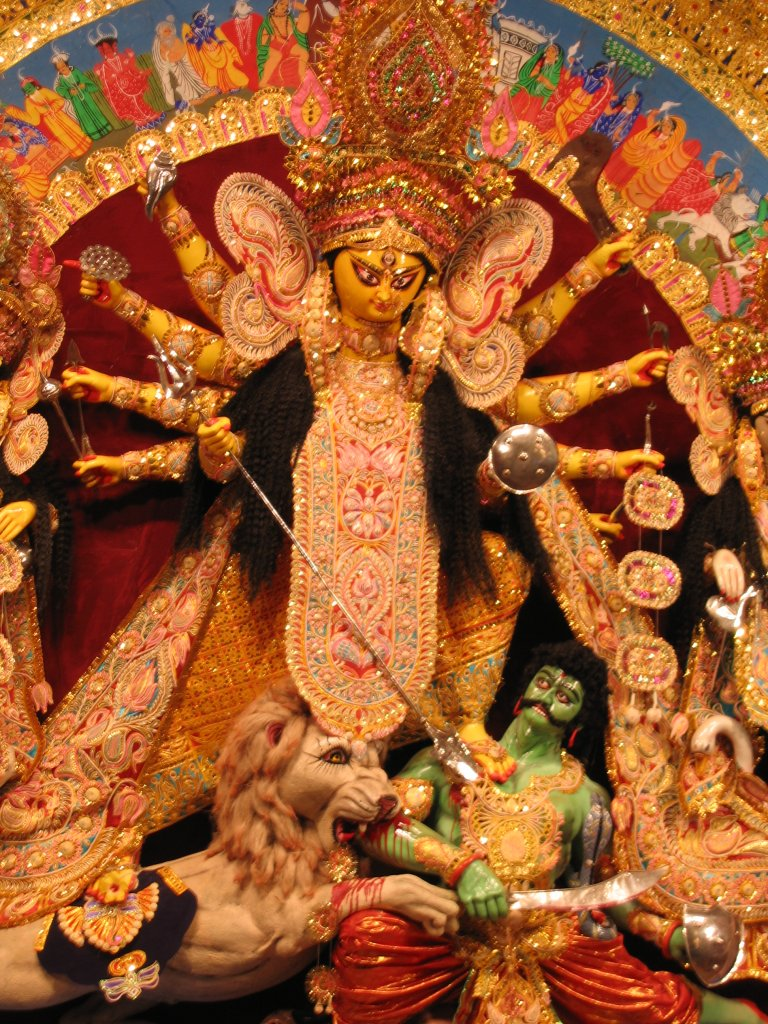
Durga matando a Mahishasura en una celebración de Durga Puja en Bengala

Durga sostiene tradicionalmente las armas de la mitología hindú que le dan para que luche contra las fuerzas del mal porque ella es una representación de shakti (energía, poder supremo). Entre ellas están el chakra, la caracola, el arco, la flecha, la espada, la jabalina, la trishula, el escudo y un lazo.Los hindúes shakta consideran simbólicas estas armas, que representan la autodisciplina, el servicio desinteresado a los demás, el autoexamen, la oración, la devoción, el recuerdo de sus mantras, la alegría y la meditación. La propia Durga es considerada el «Yo» interior y la madre divina de toda la creación. Los guerreros la veneran y ella bendice sus nuevas armas.» La iconografía de Durga ha sido flexible en las tradiciones hindúes, donde, por ejemplo, algunos intelectuales colocan una pluma u otros útiles de escritura en su mano, ya que consideran que su estilete es su arma.
Los descubrimientos arqueológicos sugieren que estos rasgos iconográficos de Durga se hicieron comunes en toda la India hacia el siglo IV de nuestra era, según David Kinsley, profesor de estudios religiosos especializado en diosas hindúes.La iconografía de Durga aparece en algunos templos como parte de Mahavidyas o Saptamatrkas (siete madres consideradas formas de Durga). Sus iconos en los principales templos hindúes, como en Benarés, incluyen relieves que muestran escenas de la Devi Mahatmya.
En el vaisnavismo, Durga y su montura de león se consideran uno de los tres aspectos o formas de la diosa Laksmí, siendo las otros dos Sri y Bhu, en lugar de Niladevi. Según la profesora Tracy Pintchman, «Cuando el Señor Vishnu creó las gunas de prakriti, surgió Laksmí en sus tres formas, Sri, Bhu y Durga. Sri consistía en sattva, Bhu en rayas y Durga en tamas».
Durga aparece en la mitología hindú bajo numerosas formas y nombres, pero en última instancia todas ellos son diferentes aspectos y manifestaciones de una sola diosa. Se la imagina aterradora y destructiva cuando tiene que serlo, pero benévola y protectora cuando es necesario.Aunque son comunes iconos antropomórficos de ella, como los que la muestran montada en un león y empuñando armas, las tradiciones hindúes utilizan formas anicónicas y diseños geométricos (yantra) para recordar y venerar lo que simboliza.

### Otras obras
- Durga Puja: Yesterday, Today and Tomorrow, Sudeshna Banerjee, Rupa and Co, Calcutta, 2004. (ISBN 81-291-0547-0)
- Hindu Goddesses: Vision of the Divine Feminine in the Hindu Religious Traditions, David Kinsley. ISBN 81-208-0379-5.
- Mother Goddess Durga, Pranab Bandyopadhyay, United Writers, Calcutta 1993 ISBN 81-85328-13-7
- Grace and Mercy in Her Wild Hair : Selected Poems to the Mother Goddess, Ramprasad Sen (1720–1781). (ISBN 0-934252-94-7)
- Durga Puja Beginner, Swami Satyananda Saraswati, Devi Mandir, 2001. (ISBN 1-887472-89-4)
- "Chandi Path", Swami Satyananda Saraswati, Devi Mandir (ISBN 1-877795-52-6)
- Offering Flowers, Feeding Skulls: Popular Goddess Worship in West Bengal, June McDaniel, Oxford University Press, 2004.   (ISBN 0-19-516791-0)
- "Pronunciation and the Chandi Samputs", Swami Satyananda Saraswati, Devi Mandir (ISBN 1-877795-61-5)
- "Devi Gita", Swami Satyananda Saraswati, Devi Mandir (ISBN 1-877795-56-9)
- The Bond Between Women:  A Journey to Fierce Compassion, China Galland, Riverhead Trade Publishing, U.S., 1999.
- Mahishasura Mardini Stotram (Prayer to the Goddess who killed Mahishasura), Sri Sri Sri Shankara Bhagavatpadacharya